# Cántalo
«Cántalo» es una canción del cantante puertorriqueño Ricky Martin, en colaboración con Residente y Bad Bunny. La canción se estrenó por Sony Music Latin el 12 de noviembre de 2019, como el sencillo principal del EP Pausa (2020).

## Antecedentes
«La colaboración en esta canción continúa mostrando la unión a través de la música y dentro de un círculo de diferentes generaciones que representan nuestra cultura y herencia», comentó sobre la pista Residente, quien coprodujo la canción con el colaborador frecuente Jeffrey "Peñalva. Ricky Martin por su parte, agregó que «Siempre quise unir generaciones a través de mi música, tengo que darle mucho crédito a Residente, un gran productor y letrista, y por supuesto a Bad Bunny, la cara fresca del género y una persona que, siendo muy joven, tiene cosas muy importantes que decir».

## Recepción crítica
Suzette Fernández de Billboard le dio a la canción una crítica positiva, diciendo que el tema «es una canción que deja de lado el sonido comercial para convertirse en un sencillo cultural que lleva un mensaje de unión y celebración. Musicalmente, fusiona perfectamente diferentes sonidos incluyendo tambora, trompeta, salsa y trap. Además, la combinación de la voz de Ricky Martin con el estilo de rap de Residente y Bad Bunny y las letras hacen que la canción sea única».

## Presentaciones en vivo
Ricky Martin, Residente y Bad Bunny interpretaron la canción en los Latin Grammy Awards el 14 de noviembre de 2019.

## Posicionamiento en listas
| Listas (2019)                             | Mejor posición |
| ----------------------------------------- | -------------- |
| Estados Unidos (Hot Latin Songs)          | 35             |
| Estados Unidos (Latin Airplay)            | 23             |
| Estados Unidos (Latin Pop Songs)          | 23             |
| Estados Unidos (Latin Digital Song Sales) | 11             |
| Puerto Rico (Monitor Latino)              | 10             |
| Venezuela (Record Report)                 | 4              |

## Certificaciones
| País (organismo certificador) | Certificación | Unidades certificadas |
| ----------------------------- | ------------- | --------------------- |
| Estados Unidos (RIAA)         | Oro (Latin)   | 30 000                |